# Мос (Доња Баварска)
Мос (њем. Moos) град је у њемачкој савезној држави Баварска. Једно је од 26 општинских средишта округа Дегендорф. Према процјени из 2010. у граду је живјело 2.163 становника. Посједује регионалну шифру (AGS) 9271135.

## Географски и демографски подаци
Мос се налази у савезној држави Баварска у округу Дегендорф. Град се налази на надморској висини од 316 метара. Површина општине износи 32,2 km². У самом граду је, према процјени из 2010. године, живјело 2.163 становника. Просјечна густина становништва износи 67 становника/km².

## Међународна сарадња
| Мјесто       | Држава   | Врста сарадње | Од    |
| ------------ | -------- | ------------- | ----- |
| Санкт Мартин | Аустрија | контакт       | 2000. |
| Извор        |          |               |       |